# 강화여자고등학교
강화여자고등학교(江華女子高等學校)는 대한민국 인천광역시 강화군 강화읍 관청리에 있는 공립 고등학교이다.

## 학교 연혁
- 1955년 3월 25일 : 강화여자상업고등학교 개교
- 1973년 3월 1일 : 강화여자종합고등학교 교명 변경(보통과1, 상업과2, 계 7학급)
- 2002년 3월 1일 : 강화여자고등학교 교명 변경(보통과 계 18학급)
- 2009년 12월 19일 : 교사동(校舍桐) 신축 이전
- 2012년 3월 1일 : 갑비랑학사(기숙사) 개사
- 2017년 3월 1일 : 인천광역시교육청 지정 자율학교(5년)
- 2018년 3월 1일 : 인천광역시교육청 지정 행복배움학교(4년)
- 2018년 10월 2일 : 학생 복지관(강여울관) 개관
- 2020년 3월 1일 : 고교학점제 선도학교
- 2022년 3월 1일 : 인천광역시교육청 자율학교, 행복배움학교 재지정(4년)
- 2023년 9월 1일 : 제25대 라경현 교장 취임
- 2024년 2월 2일 : 제67회 졸업생 162명 졸업(연 13,105명)
- 2024년 3월 4일 : 신입생 172명 입학

## 참고 자료
- 강화여자고등학교 - 한국교육학술정보원 학교알리미